# Christuskirche (Goslar)

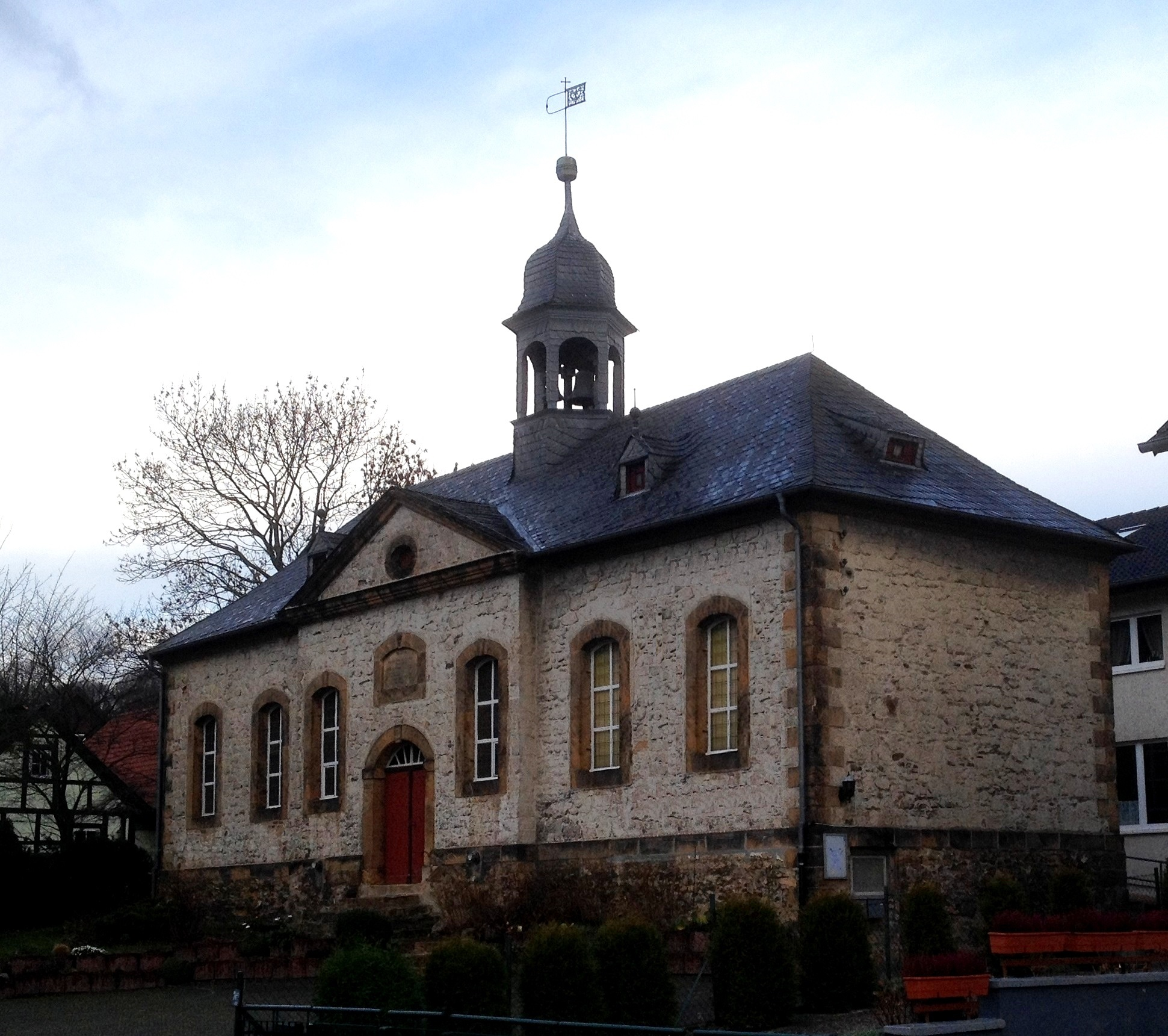
Christuskirche Goslar

Die Christuskirche ist die Kirche der Evangelisch-Freikirchlichen Gemeinde Goslar. Sie geht zurück auf die Kapelle des Siechenhofs, eines Leprosenspitals aus dem 13. Jahrhundert, die das Patrozinium des heiligen Pankratius trug. Der heutige Bau stammt von 1750.

## Geschichte
Der Siechenhof wurde im 13. Jahrhundert an der bis heute nach ihm benannten Straße, einige hundert Meter vor dem Breiten Tor, als Hospital für „Aussätzige“ gegründet. Die erste urkundliche Erwähnung stammt von 1265. Burchard von Berwinkel stiftete 1295 die Kapelle. Das Pankratius-Patrozinium ist seit 1334 belegt.
Hospital und Kapelle überdauerten die Reformation und den Dreißigjährigen Krieg und wurden als lutherische Einrichtung für Kranke und Pflegebedürftige weitergeführt.
1750 wurde die Kapelle wegen Baufälligkeit abgerissen und durch den heutigen Bau ersetzt, eine schlichte, rechteckige Saalkirche aus Bruchsteinmauerwerk mit Portalrisalit und Dachreiter. Die mittelalterliche Pankratius-Glocke kam 1752 in die Goslarer Klauskapelle.
1870 wurde die mittelalterliche Stiftung aufgelöst, die Krankenpflege in den Gebäuden jedoch weitergeführt. Auch die Kapelle wurde für diesen Zweck umgebaut und nicht mehr für Gottesdienste genutzt. Nach dem Zweiten Weltkrieg wurde sie wieder als Gotteshaus hergerichtet und dient seit 1951 der Evangelisch-Freikirchlichen Gemeinde (Baptisten).